# Lista de parlamentares do Distrito Federal (Brasil)
Relacionamos a seguir a composição da bancada do Distrito Federal no Congresso Nacional a partir do status federativo que lhe concedeu a Nova República em 1985 conforme dispõem os arquivos do Senado Federal, Câmara dos Deputados e do Tribunal Superior Eleitoral, com a ressalva que mandatos exercidos via suplência serão citados apenas mediante morte, impedimento ou renúncia dos titulares ou nas hipóteses previstas no Art. 56 – I da Constituição.
A história política do Distrito Federal começou após a criação do estado da Guanabara em decorrência da transferência da capital federal para Brasília em 21 de abril de 1960, data em que foi instituído o novo Distrito Federal. Uma vez criado, a única eleição realizada em seu território foi a disputa presidencial de 1960 uma vez que ao longo do Regime Militar de 1964 o governador era escolhido pelo presidente da República e com o passar dos anos os eleitores de outros estados remetiam seus votos às seções de origem por meio de urnas especiais conforme determinava a Lei nº 6.091 de 15 de agosto de 1974 e somente por força da Emenda Constitucional nº 25 de 15 de maio de 1985 o Distrito Federal ganhou representação política e a partir de 1990 o seu governador passou a ser escolhido por voto direto.

## Organização das listas
Na confecção das tabelas a seguir foi observada a grafia do nome parlamentar adotado por cada um dos representantes do Distrito Federal no Congresso Nacional, e quanto à ordem dos parlamentares foi observado o critério do número de mandatos e caso estes coincidam será observado o primeiro ano em que cada parlamentar foi eleito e, havendo nova coincidência, usa-se a ordem alfabética.

## Relação dos senadores eleitos
| Senadores eleitos   | Naturalidade             | Mandatos | Ano da eleição | Notas                 | Referências   |
| ------------------- | ------------------------ | -------- | -------------- | --------------------- | ------------- |
| Cristovam Buarque   | Recife, PE               | 02       | 2002, 2010     | [ nota 3 ]            |               |
| Maurício Corrêa     | São João do Manhuaçu, MG | 01       | 1986           | [ nota 4 ] [ nota 5 ] | [ 9 ]         |
| Meira Filho         | Taperoá, PB              | 01       | 1986           | [ nota 4 ]            | [ 10 ]        |
| Pompeu de Sousa     | Redenção, CE             | 01       | 1986           | [ nota 4 ]            |               |
| Valmir Campelo      | Crateús, CE              | 01       | 1990           | [ nota 6 ]            |               |
| José Roberto Arruda | Itajubá, MG              | 01       | 1994           | [ nota 7 ]            |               |
| Lauro Campos        | Belo Horizonte, MG       | 01       | 1994           | [ nota 8 ]            |               |
| Luiz Estevão        | Rio de Janeiro, RJ       | 01       | 1998           | [ nota 9 ]            | [ 11 ]        |
| Paulo Octávio       | Lavras, MG               | 01       | 2002           | [ nota 10 ]           | [ 12 ]        |
| Joaquim Roriz       | Luziânia, GO             | 01       | 2006           | [ nota 7 ]            | [ 13 ] [ 14 ] |
| Rodrigo Rollemberg  | Rio de Janeiro, RJ       | 01       | 2010           | [ nota 11 ]           | [ 15 ] [ 16 ] |
| José Reguffe        | Rio de Janeiro, RJ       | 01       | 2014           |                       | [ 17 ]        |
| Izalci Lucas        | Araújos, MG              | 01       | 2018           |                       | [ 18 ]        |
| Leila Barros        | Brasília, DF             | 01       | 2018           |                       | [ 18 ]        |
| Damares Alves       | Paranaguá, PR            | 01       | 2022           |                       | [ 19 ]        |
| Fontes:             |                          |          |                |                       |               |

## Relação dos deputados federais eleitos
| Deputados federais eleitos | Naturalidade                 | Mandatos | Ano da eleição               | Notas       | Referências                 |
| -------------------------- | ---------------------------- | -------- | ---------------------------- | ----------- | --------------------------- |
| Augusto Carvalho           | Patos de Minas, MG           | 05       | 1986, 1990, 1994, 2006, 2014 |             |                             |
| Jofran Frejat              | Floriano, PI                 | 05       | 1986, 1990, 1994, 1998, 2006 | [ nota 12 ] | [ 20 ]                      |
| Alberto Fraga              | Estância, SE                 | 04       | 2002, 2006, 2014, 2022       |             |                             |
| Erika Kokay                | Fortaleza, CE                | 04       | 2010, 2014, 2018, 2022       |             |                             |
| Sigmaringa Seixas          | Niterói, RJ                  | 03       | 1986, 1990, 2002             |             | [ 21 ]                      |
| Agnelo Queiroz             | Itapetinga, BA               | 03       | 1994, 1998, 2002             |             |                             |
| Tadeu Filippelli           | Catanduva, SP                | 03       | 1998, 2002, 2006             |             |                             |
| Geraldo Magela             | Patos de Minas, MG           | 03       | 1998, 2006, 2010             |             |                             |
| Maria de Lourdes Abadia    | Bela Vista de Goiás, GO      | 02       | 1986, 1998                   | [ nota 13 ] |                             |
| Benedito Domingos          | São Sebastião do Paraíso, MG | 02       | 1990, 1994                   | [ nota 14 ] |                             |
| Chico Vigilante            | Vitorino Freire, MA          | 02       | 1990, 1994                   |             |                             |
| Maria Laura Pinheiro       | Jaguaribe, CE                | 02       | 1990, 1994                   |             |                             |
| Osório Adriano             | Uberaba, MG                  | 02       | 1990, 1994                   |             |                             |
| Paulo Octávio              | Lavras, MG                   | 02       | 1990, 1998                   |             |                             |
| Wigberto Tartuce           | Rio Verde, GO                | 02       | 1994, 1998                   |             |                             |
| Laerte Bessa               | Goiânia, GO                  | 02       | 2006, 2014                   |             |                             |
| Izalci Lucas               | Araújos, MG                  | 02       | 2010, 2014                   |             |                             |
| Ronaldo Fonseca            | Volta Redonda, RJ            | 02       | 2010, 2014                   |             |                             |
| Bia Kicis                  | Resende, RJ                  | 02       | 2018, 2022                   |             |                             |
| Julio César Ribeiro        | São Bernardo do Campo, SP    | 02       | 2018, 2022                   |             |                             |
| Francisco Carneiro         | Sobral, CE                   | 01       | 1986                         |             |                             |
| Geraldo Campos             | Aracaju, SE                  | 01       | 1986                         |             |                             |
| Márcia Kubitschek          | Belo Horizonte, MG           | 01       | 1986                         | [ nota 15 ] | [ 22 ]                      |
| Valmir Campelo             | Crateús, CE                  | 01       | 1986                         |             |                             |
| Pedro Celso                | Tiros, MG                    | 01       | 1998                         |             |                             |
| Jorge Pinheiro             | Juiz de Fora, MG             | 01       | 2002                         |             |                             |
| José Roberto Arruda        | Itajubá, MG                  | 01       | 2002                         |             |                             |
| José Tatico                | Teixeiras, MG                | 01       | 2002                         |             |                             |
| Maria José Maninha         | Januária, MG                 | 01       | 2002                         |             |                             |
| Robson Rodovalho           | Anápolis, GO                 | 01       | 2006                         |             |                             |
| Rodrigo Rollemberg         | Rio de Janeiro, RJ           | 01       | 2006                         |             |                             |
| Jaqueline Roriz            | Luziânia, GO                 | 01       | 2010                         |             |                             |
| José Reguffe               | Rio de Janeiro, RJ           | 01       | 2010                         |             |                             |
| Luiz Pitiman               | Toledo, PR                   | 01       | 2010                         |             |                             |
| Paulo Tadeu                | Sobradinho, DF               | 01       | 2010                         | [ nota 16 ] |                             |
| Rogério Rosso              | Rio de Janeiro, RJ           | 01       | 2014                         |             |                             |
| Rôney Nemer                | Viçosa, MG                   | 01       | 2014                         |             |                             |
| Celina Leão                | Goiânia, GO                  | 01       | 2018                         | [ nota 17 ] |                             |
| Flávia Arruda              | Taguatinga, DF               | 01       | 2018                         |             |                             |
| Israel Batista             | Brasília, DF                 | 01       | 2018                         |             |                             |
| Luis Miranda               | Brasília, DF                 | 01       | 2018                         |             |                             |
| Paula Belmonte             | Brasília, DF                 | 01       | 2018                         | [ nota 18 ] |                             |
| Fred Linhares              | Brasília, DF                 | 01       | 2022                         |             |                             |
| Gilvan Maximo              | Rubiataba, GO                | 01       | 2022                         | [ nota 19 ] | [ 23 ] [ 24 ] [ 25 ] [ 26 ] |
| Rafael Prudente            | Brasília, DF                 | 01       | 2022                         |             |                             |
| Reginaldo Veras            | Crateús, CE                  | 01       | 2022                         |             |                             |
| Fontes:                    |                              |          |                              |             |                             |

## Mandatos nas duas casas
Foram eleitos para mandatos alternados de senador e deputado federal pelo Distrito Federal os seguintes políticos: Izalci Lucas, José Reguffe, José Roberto Arruda, Paulo Octávio, Rodrigo Rollemberg e Valmir Campelo enquanto Joaquim Roriz foi eleito deputado federal por Goiás em 1982 e a seguir conquistou um mandato de senador pelo Distrito Federal em 2006.

## Origem dos parlamentares do estado
| Origem  | Senadores | Percentual |
| ------- | --------- | ---------- |
| MG      | 05        | 33,33%     |
| RJ      | 03        | 20%        |
| CE      | 02        | 13,33%     |
| PB      | 01        | 6,66%      |
| PE      | 01        | 6,66%      |
| GO      | 01        | 6,66%      |
| DF      | 01        | 6,66%      |
| PR      | 01        | 6,66%      |
| Total   | 15        | 99,96%     |
| Fontes: |           |            |

| Origem  | Deputados | Percentual |
| ------- | --------- | ---------- |
| MG      | 13        | 28,27%     |
| GO      | 07        | 15,22%     |
| DF      | 07        | 15,22%     |
| RJ      | 06        | 13,04%     |
| CE      | 05        | 10,87%     |
| SE      | 02        | 4,35%      |
| SP      | 02        | 4,35%      |
| PI      | 01        | 2,17%      |
| MA      | 01        | 2,17%      |
| BA      | 01        | 2,17%      |
| PR      | 01        | 2,17%      |
| Total   | 46        | 100%       |
| Fontes: |           |            |